# Jerzy Senator
Jerzy Senator (ur. 3 lutego 1958) – polski aktor teatralny i filmowy.

## Życiorys
W 1980 roku ukończył Studium Aktorskie przy Teatrze Polskim we Wrocławiu. Występował w następujących teatrach:
- Teatr im. C.K. Norwida w Jeleniej Górze
- Teatr Dramatyczny im. Jana Kochanowskiego w Opolu
- Teatr Studyjny`83 im. Juliana Tuwima w Łodzi
- Wrocławski Teatr Współczesny
- Teatr im. Stefana Jaracza w Łodzi
- Teatr Rozmaitości w Warszawie

## Filmografia
- 2004–2012: Pierwsza miłość − Jarosław Rózik
- 2005: Fala zbrodni − celnik Stasio Tymowski (odc. 35)
- 2008: Mała Moskwa − dyrektor browaru (odc. 1)
- 2010: Maraton tańca − Roman Kaczmarek, wójt Dąbia
- 2011: Głęboka woda − lekarz Antka (odc. 5)

## Teatr Telewizji
Wystąpił w kilku spektaklach Teatru Telewizji. Ma na koncie m.in. rolę ojca w spektaklu "Białe małżeństwo" (2011r.).

## Nagrody i odznaczenia
- Złota Iglica (1982 i 1986)
- Nagroda Artystyczna wojewody opolskiego za kreacje artystyczne w 1993 roku (1994r.)
- Wyróżnienie przyznane podczas XX Opolskich Konfrontacji Teatralnych za rolę Doktora w "Małym domku" Tadeusza Rittnera (1995r.)